# Pascal Cygan
Pascal Cygan (Lens, 29 de abril de 1974) é um ex-futebolista francês. Fez carreira no Lille e no Arsenal, além do Villareal.
Sem oportunidades entre os titulares do Submarino Amarelo, Cygan pediu sua dispensa no fim da temporada, logo depois, acabou sendo contratado pelo Cartagena.